# Emilia Clarke
Emilia Isobel Euphemia Rose Clarke (Londen, 23 oktober 1986) is een Britse actrice. Ze is vooral bekend van haar rol als Daenerys Targaryen in de serie Game of Thrones.

## Jeugd
Clarke werd geboren in Engeland en groeide op in Berkshire. Haar vader is geluidstechnicus en haar moeder zakenvrouw. Haar jongere broer studeerde politiek. Voordat ze studeerde aan het Drama Centre London en in 2009 afstudeerde, ging Clarke naar de scholen St Edward's (2000-2005) en Rye St Antony.

## Carrière
Clarke speelde in twee toneelstukken op St Edward's en tien toneelstukken op het Drama Centre London. Daarnaast was ze ook te zien in de Company of Angels-productie Sense in 2009 en een reclame voor Samaritans. Haar eerste tv-rollen waren Saskia Mayer in een aflevering van Doctors in 2009 en Savannah in de Syfy-film Triassic Attack in 2010. Het tijdschrift Screen International noemde haar een van de aanstormende talenten van Groot-Brittannië.
In 2010 werd ze gecast als Daenerys Targaryen in de Amerikaanse fantasieserie Game of Thrones, die gebaseerd is op de boekenreeks Het Lied van IJs en Vuur van George R.R. Martin. Oorspronkelijk ging deze rol gespeeld worden door Tamzin Merchant, maar om onbekende redenen werd ze vervangen. Clarke won de EWwy Award voor Best Supporting Actress in a Drama in 2011 voor haar rol als Daenerys.
In maart 2013 speelde Clarke de hoofdrol Holly Golightly in de Broadway-productie van Truman Capote's Breakfast at Tiffany’s.
In mei 2013 werd bekendgemaakt dat Clarke zou meespelen in de film Garden of Last Days, maar twee weken voor de productie zou beginnen werd de film geschrapt.

## Filmografie

### Film en televisie
| Jaar      | Titel                   | Rol                       | Opmerkingen                                               |
| --------- | ----------------------- | ------------------------- | --------------------------------------------------------- |
| 2009      | Doctors                 | Saskia Mayer              | Televisieserie (1 aflevering: "Empty Nest")               |
| 2009      | Lisa's Story            | Lisa                      |                                                           |
| 2010      | Triassic Attack         | Savannah                  | Tv-film                                                   |
| 2011-2019 | Game of Thrones         | Daenerys Targaryen        | Televisieserie (62 afleveringen)                          |
| 2012      | Spike Island            | Sally                     |                                                           |
| 2012      | Shackled                | Malu                      | Korte film                                                |
| 2013      | Futurama                | stem van Marianne         | Televisieserie (1 aflevering: "Stench and Stenchibility") |
| 2013      | Dom Hemingway           | Evelyn                    |                                                           |
| 2015      | Terminator Genisys      | Sarah Connor              |                                                           |
| 2016      | Me Before You           | Louisa Clark              |                                                           |
| 2018      | Solo: A Star Wars Story | Qi'Ra                     |                                                           |
| 2018      | Leading Lady Parts      | Zichzelf                  |                                                           |
| 2019      | Last Christmas          | Kate                      |                                                           |
| 2019      | Above Suspicion         | Susan Smith               |                                                           |
| 2020      | Murder Manual           | Malu (segment "Shackled") |                                                           |
| 2020      | The Amazing Maurice     | Malicia                   |                                                           |
| 2023      | Secret invasion         | G'iah                     | Televisieserie (6 afleveringen) op Disney+                |

### Theater
| Jaar      | Titel                  | Rol                         | Venue                     |
| --------- | ---------------------- | --------------------------- | ------------------------- |
| 2013      | Breakfast at Tiffany's | Holly Golightly             | Cort Theatre              |
| 2020      | Private Lives          | Sybil                       | Lockdown Theatre Festival |
| 2020/2022 | The Seagull            | Nina Mikhailovna Zarechnaya | Harold Pinter Theatre     |

## Prijzen
| Jaar | Werk            | Prijs | Uitslag     |
| ---- | --------------- | --- | ----------- |
| 2011 | Game of Thrones | Scream Award for Breakout Performance - Female                                                                     | Gewonnen    |
| 2011 | Game of Thrones | Screen Actors Guild Award voor een uitstekende prestatie door een ensemble in een dramaserie (gedeeld met de cast) | Genomineerd |
| 2013 | Game of Thrones | Critics' Choice Award voor beste vrouwelijke bijrol in een dramaserie                                              | Genomineerd |

- Bibsys: 13014841
- Biblioteca Nacional de España: XX5458578
- Bibliothèque nationale de France: cb170930194 (data)
- Catàleg d'autoritats de noms i títols de Catalunya: 981058529114406706
- Gemeinsame Normdatei: 1022824864
- International Standard Name Identifier: 0000 0003 6654 9904
- Library of Congress Control Number: no2012042337
- Nationale Bibliotheek van Letland: 000343655
- MusicBrainz: dae5042d-d995-45d2-84d7-723e28ce007b
- Nationale Bibliotheek van Tsjechië: xx0151254
- Nationale Bibliotheek van Israël: 987007448030205171
- Nationale Bibliotheek van Polen: a0000003090149
- Nederlandse Thesaurus van Auteursnamen: 406387133
- Système universitaire de documentation: 189782331
- Virtual International Authority File: 233192619
- WorldCat: E39PBJv8JF3WQ9wYjFCpTtqvpP